# Quinault-Dufresne

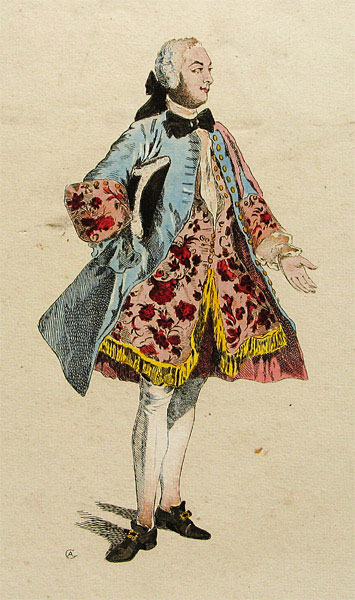
Quinault-Dufresne in der Rolle des Compte Jupière in Philippe Néricault Destouchess Le Glorieux

Abraham Alexis Quinault, bekannt als Quinault-Dufresne (* 9. September 1693 in Verdun; † 12. Februar 1767 in Paris), war ein französischer Schauspieler.

## Leben
Quinault-Dufresne war der jüngste Sohn von Jean Quinault und Marie Saintelette. Er nahm Schauspielunterricht beim Schauspieler Ponteuil, der bei der Comédie-Française engagiert war. Quinault-Dufresne war sehr talentiert und so kam es, dass er, wie sein Bruder Jean-Baptiste-Maurice, 1712 an der Comédie-Française, in der Rolle des Oreste in Prosper Jolyot Crébillons Tragödie Électre, debütierte. Noch im selben Jahr wurde er als Vollmitglied in das Ensemble aufgenommen und er wurde Sociétaire de la Comédie-Française. Auch Voltaire wurde auf den Schauspieler aufmerksam, so dass er 1718 für ihn speziell die Rolle des Oedip im gleichnamigen Stück schuf. Im Jahr 1726 heiratete Quinault-Dufresne seine Schauspielkollegin Catherine-Jeanne Dupré, mit der er bereits eine Tochter, Jeanne-Catherine, hatte, führte aber keine gute Ehe. Er war ein Bruder Leichtfuß und verschwendete sehr schnell einen großen Teil der Mitgift seiner Frau, so dass sie sich genötigt sah, die Gütertrennung zu beantragen. Er war sich seines Könnens auch sehr bewusst, was dazu führte, dass er von seinen Kollegen nur von diesen Leuten sprach. Sein Widerspruchsgeist führte dann auch dazu, dass er, es war wohl als Scherz gedacht, bei einem Wortwechsel seine Kollegen so gegen sich aufbrachte, dass es zu einem großen Tumult kam, was ihm einen Aufenthalt im For-l’Evêque einbrachte. Auch wenn er sich hinterher entschuldigt hatte, beschleunigte es wohl seine Pensionierung im Jahr 1741. Aufgrund dessen, dass er Doyen der Comédie war, gewährte ihm der König das Doppelte der üblichen Pension von 1000 Livre.
Auch die Schwestern von Quinault-Dufresne, Marie-Anne-Catherine und Jeanne-Françoise, waren Schauspielerinnen.

## Rollen (Auswahl)
- Oreste in Électre von JProsper Jolyot Crébillon (1712)
- Oedipe in Oedipe von Voltaire (1718)
- Aman in Esther von Jean Racine (1721)
- Antiochus in Bérénice von Jean Racine (1724)
- Orosmane in Zaïre von Voltaire (1732)
- Énée in Didon von Jean-Jacques Lefranc de Pompignan (1734)